# Régiment de cuirassiers de la Garde impériale
Pour l'unité impériale russe, voir Régiment des cuirassiers de la Garde.
« 1er régiment de cuirassiers de la Garde impériale » redirige ici. Pour les autres significations, voir 1er régiment.
Le régiment de cuirassiers de la Garde impériale est une unité de cavalerie au sein de la Garde impériale du Second Empire français. De 1855 à 1865, il est numéroté 1er régiment de cuirassiers de la Garde impériale. Il est dissous en 1871 et fusionne dans le 12e régiment de cuirassiers.

## Création et différentes dénominations
- 1er mai 1854 : formation du régiment de cuirassiers de la Garde impériale
- 20 décembre 1855 : se dédouble en 1er régiment de cuirassiers de la Garde impériale et 2e régiment de cuirassiers de la Garde impériale
- 15 novembre 1865 : les deux régiments fusionnent et reforment le régiment de cuirassiers de la Garde impériale
- 4 février 1871 : le dépôt du régiment est renommé dépôt du 12e régiment de cuirassiers
- 26 avril 1871 : le dépôt fusionne avec le 9e régiment de marche de cuirassiers pour former le 12e régiment de cuirassiers

## Chef de corps
- 1854 : colonel Salle[1]
- 1855 : colonel Ameil[1]
- 1861 : colonel Guérin, baron de Walderbach[1]
- 1862 : colonel Tixedor[1]
- 1863 : colonel de Laroche-Tourteau de Septeuil[1]
- 1868 : colonel Dupressoir[1]

## Historique des garnisons, combats et batailles
Le régiment est formé par décret du 1er mai 1854, à six escadrons. Organisé à Saint-Germain-en-Laye, il rejoint Paris en mai 1855.
Le 20 décembre 1855, le régiment prend le nom de 1er régiment de cuirassiers de la Garde impériale car un 2e régiment est créé. Le régiment alterne ensuite entre garnison à Saint-Germain-en-Laye et à Paris.
En 1859, il fait partie de la division de cavalerie de la Garde de l'armée d'Italie et combat à la bataille de Solférino.
Selon le décret du 15 novembre 1865, le 1er régiment de cuirassiers de la Garde fusionne le 20 décembre avec le 2e régiment pour former le régiment de cuirassiers de la Garde impériale.
Au déclenchement de la guerre franco-allemande de 1870, le régiment part le 22 juillet rejoindre l'armée du Rhin. Il forme, avec le régiment de carabiniers de la Garde impériale, la 3e brigade de la division de cavalerie de la Garde impériale. Non engagé à la bataille de Borny, le régiment combat à la bataille de Mars-la-Tour, où il subit de lourdes pertes dans une charge frontale contre les Prussiens. Repliés à Metz, les cuirassiers de la Garde, réduits à deux escadrons et contraints à manger leurs chevaux, capitulent le 28 octobre avec le reste de l'armée assiégée.
Le dépôt du régiment est resté à Saint-Germain-en-Laye avec le 5e escadron. Ce dernier rejoint en septembre le 2e régiment de marche de cuirassiers (renommé 12e régiment de cuirassiers en novembre), qui participe au siège de Paris et fusionne en avril 1871 dans le 2e régiment de cuirassiers.
Le dépôt est installé fin septembre 1870 à Perpignan. Là, il forme trois escadrons :
- 7e escadron, formé le 1er novembre et qui part le lendemain pour rejoindre le 5e régiment de marche de cuirassiers ;
- 8e escadron, formé le 27 novembre et divisé en deux demi-escadrons qui rejoignent l'un le 7e régiment de marche de cuirassiers (départ le 28 novembre) et l'autre le 9e régiment de marche de cuirassiers (départ le 3 janvier 1871) ;
- 9e escadron, formé le 4 janvier 1871 et divisé en deux demi-escadrons qui rejoignent l'un le 11e régiment de marche de cuirassiers (départ le 2 février) et l'autre le camp d'Arles (départ le 20 février).

Le 4 février 1871, le dépôt du régiment de cuirassiers de la Garde est renommé dépôt du 12e régiment de cuirassiers.
Le 20 avril, le dépôt rejoint Saumur où il fusionne le 26 avec le 9e régiment de marche de cuirassiers pour former le 12e régiment de cuirassiers.

## Uniforme

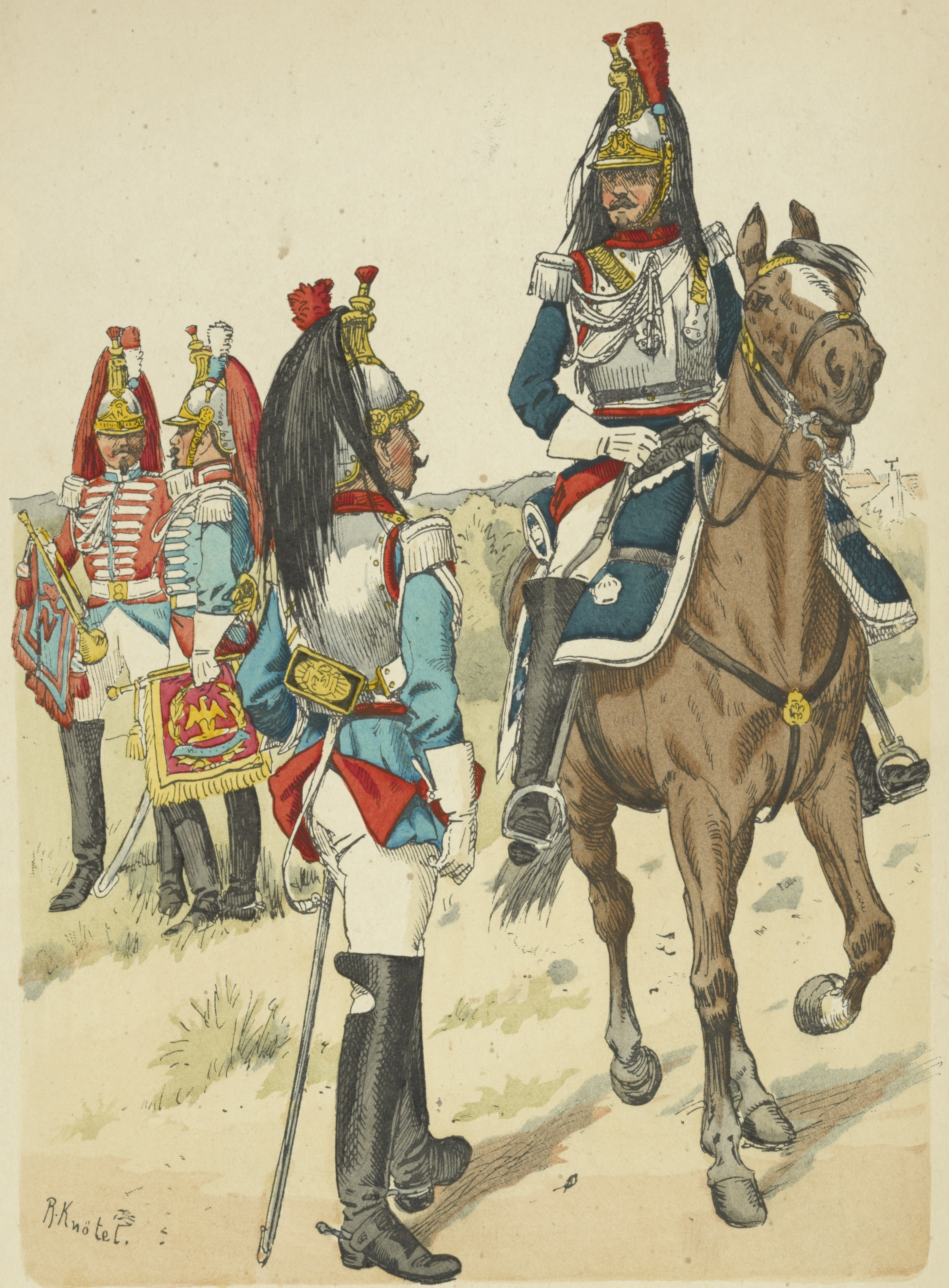
Cuirassiers et trompettes de la Garde en 1857 (dessin de Richard Knötel) : 1er régiment avec les tuniques bleu foncé, 2e régiment bleu clair.

L'uniforme du 1er régiment de cuirassiers de la Garde est composé de :
- une capote-tunique en drap bleu foncé, avec collet, pattes de parements et doublure de jupes écarlates, boutons blancs à aigle, épaulettes et aiguillettes en fil blanc ;
- pantalon de grande tenue en croisé de laine blanc mat et pantalon garance à passepoils bleu foncé ;
- manteau en drap garance ;
- casque en acier à cimier de cuivre, crinière noire flottante et plumet écarlate ;
- buffleterie blanche, giberne portant un aigle ;
- bottes de grande tenue à hautes tiges raides avec éperons à la chevalière et bottes de petite tenue du modèle général ;
- cuirasse en acier.